# Войтоловский, Фёдор Генрихович
Фёдор Ге́нрихович Войтоло́вский (род. 13 апреля 1979 года, Москва) — российский политолог-международник, специалист в области изучения внешней политики и политики безопасности США, отношений США с союзниками в Европе и Тихоокеанской Азии, член-корреспондент РАН (2016), директор ИМЭМО РАН (с 2017 г.).

## Биография
Сын советского экономиста, специалиста в области географии морских путей и промышленного рыболовства Г. К. Войтоловского (1930—2011), правнук писателя Л. Н. Войтоловского (1875—1941).
В 2001 году окончил исторический факультет МГУ и поступил в аспирантуру ИМЭМО РАН. В 2004 году защитил кандидатскую диссертацию по теме «Отражение процессов политической глобализации в сознании политических элит и общественных движений США и ЕС» (научный руководитель Н. А. Косолапов; официальные оппоненты — Т. А. Алексеева и К. Г. Холодковский).
C 2004 года работает в ИМЭМО, где занимал должности младшего и старшего научного сотрудника, заведующего Сектором внешней и внутренней политики США, заместителя директора Института по научной работе. В 2013 году защитил докторскую диссертацию «Идеология и практика атлантизма во внешней политике США».
С 2007 года читает спецкурсы для аспирантов ИМЭМО РАН; в 2008—2020 гг. по совместительству преподавал на факультете политологии МГИМО, в 2016—2018 гг. выступал с лекциями в Школе международных и региональных исследований ДВФУ, в 2015 и в 2017 гг. — в Миддлберийском колледже в Монтерее, США, в 2019 г. — в Шанхайском университете иностранных языков (ШУИЯ), Китай.
В 2017 году избран директором ИМЭМО РАН.
С 2023 года — по совместительству заведует базовой кафедрой ИМЭМО РАН «Системного анализа международных процессов» в МГИМО МИД РФ.
В 2023 году переизбран на пост директора ИМЭМО РАН.
В 2015 году присвоено почётное учёное звание профессора РАН. 28 октября 2016 года избран членом-корреспондентом РАН по Отделению глобальных проблем и международных отношений. .
Член ряда научно-экспертных советов при органах государственной власти России:
Научного совета Совета безопасности Российской Федерации (с 2014 г.);
Научного совета при Министерстве иностранных дел Российской Федерации (с 2021 г.).
Был участником и председателем Координационного совета по делам молодёжи в научно-образовательной сфере при Совете при Президенте Российской Федерации по науке и образованию.
Член Оргкомитета международного научно-экспертного форума «Примаковские чтения» (с 2015 г.);
Входит в состав редколлегий журналов «Мировая экономика и международные отношения» (с 2010 г.), «Общественные науки и современность» (с 2020) и «Пути к миру и безопасности» (с 2014 г.), «Анализ и прогноз» (с 2019 г.), а также продолжающегося издания ИМЭМО «Мировое развитие» (с 2006 г.).
Свободно владеет английским и испанским языками.

## Научная деятельность
В сферу научных интересов Ф. Г. Войтоловского входят:
- внешняя политика и стратегия безопасности США;
- политика США в Европе и Тихоокеанской Азии;
- отношения США с союзниками;
- НАТО;
- отношения США с КНР;
- международная безопасность;
- проблемы контроля над вооружениями и стратегической стабильности;
- международные организации и проблемы глобального управление;
- прогнозирование международно-политических процессов;
- внешнеполитическая идеология;
- теория и методология анализа международных отношений

Автор более 80 научных работ, общим объёмом около 120 п.л., в том числе одной индивидуальной монографии «Единство и разобщенность Запада», награждённой медалью РАН.

## Награды
- Медаль РАН для молодых учёных (в области мировой экономики и международных отношений, за 2008 год) — за монографию «Единство и разобщённость Запада. Идеологическое отражение в сознании элит США и Западной Европы трансформаций политического миропорядка 1940-е — 2000-е гг.»[7]
- Почётная грамота Президента Российской Федерации (2017) — за заслуги в научной деятельности
- Медаль Совета Безопасности Российской Федерации (2017)
- Медаль Совета Безопасности Российской Федерации «За заслуги в укреплении международной безопасности» (2018)
- Почётная грамота Секретаря Совета Безопасности Российской Федерации (2021)
- Награждён медалью Министерства науки и высшего образования РФ «За вклад в реализацию государственной политики в области научно-технологического развития» за значительные заслуги в сфере науки и многолетний добросовестный труд (2022)
- Медаль ордена «За заслуги перед Отечеством» II степени (5 февраля 2024 года) — за большой вклад в развитие отечественной науки, многолетнюю плодотворную деятельность и в связи с 300-летием со дня основания Российской академии наук[8]